# Copa do Mundo de Futebol Feminino de 2035
A Copa do Mundo FIFA de Futebol Feminino de 2035 será a décima segunda edição do quadrienal campeonato internacional de futebol feminino disputado pelas seleções nacionais das federações-membro da FIFA. O torneio envolverá 48 seleções nacionais, incluindo a do país anfitrião, depois que a FIFA anunciou a expansão do torneio em março de 2025. 
As competições acontecerão no Reino Unido, sendo a segunda vez que um País Insular recebe uma edição de Copa do Mundo profissional considerando os dois gêneros. Entre as nações componentes do Reino Unido, apenas a Inglaterra já sediou uma Copa em 1966, que se junta a Suécia, Estados Unidos, Alemanha, Canadá, França, Brasil e México como os países que receberam as duas versões do principal torneio da FIFA. A Escócia, Irlanda do Norte e País de Gales sediam pela primeira vez um torneio profissional de futebol.

## Ampliação e mudanças no formato
Em 12 de setembro de 2024, o presidente da FIFA, Gianni Infantino, anunciou um estudo para ampliar o número de seleções participantes, que subiria de 32 para 48, visando igualar o formato masculino. Em 3 de abril de 2025, Gianni anunciou a ampliação do torneio para 48 seleções. As equipes serão divididas em 12 grupos de 4 equipes, com as duas primeiras de cada grupo e as oito melhores terceiras colocadas avançando para uma nova rodada de 32. O número total de jogos disputados aumentará de 64 para 104, e o número de jogos disputados por equipes que chegarem às quatro finalistas aumentará de sete para oito.

## Escolha da sede
Em 3 de abril de 2025, o presidente da FIFA, Gianni Infantino, declarou que as candidaturas dos Estados Unidos (que teria o retorno do México no projeto, posteriormente) e do Reino Unido seriam as únicas postulantes para as edições de 2031 e 2035. A definição da sede, inicialmente prevista para 2025, foi adiada para o dia 30 de abril de 2026 através de uma assembleia geral em Vancouver, onde os dois projetos são levados a plenário.

Mapa do mundo com todas as seis confederações afiliadas à FIFA.

Até então, a The Football Association tinha anunciado em maio de 2023 uma intenção de lançar a pré-candidatura da Inglaterra para a Copa de 2031 após o sucesso de sua seleção feminina no Campeonato Europeu de 2022 e o grande público no Estádio de Wembley para a final da Copa da Inglaterra de 2022. O país também recebeu pela primeira vez a Finalíssima de 2023 com recorde de público. Logo depois, foi analisado a inclusão da Escócia, País de Gales, Irlanda e Irlanda do Norte no projeto, algo semelhante à candidatura para o Campeonato Europeu de Futebol Masculino de 2028. A candidatura acabou sendo oficializada no dia 5 de março de 2025, incluindo, além da Inglaterra, os três países do Reino Unido, com possibilidade de inclusão da Irlanda.

## Estádios
A ser anunciado.

## Participantes
Apesar da competição acontecer no Reino Unido, a Inglaterra, Escócia, Irlanda do Norte e o País de Gales já possuem as suas respectivas seleções, estando automaticamente qualificadas.
| Confederação                       | Seleção          | Presenças | Primeira presença | Última presença | Melhor resultado anterior |
| ---------------------------------- | ---------------- | --------- | ----------------- | --------------- | ------------------------- |
| UEFA (12 vagas + país-sede)        | Inglaterra       | 5         | 1995              | 2023            | Vice-campeã (2023)        |
| UEFA (12 vagas + país-sede)        | Escócia          | 1         | 2019              | 2019            | Fase de grupos (2019)     |
| UEFA (12 vagas + país-sede)        | Irlanda do Norte | 1         | –                 | –               | Estreante                 |
| UEFA (12 vagas + país-sede)        | País de Gales    | 1         | –                 | –               | Estreante                 |
| UEFA (12 vagas + país-sede)        | A definir        |           |                   |                 |                           |
| UEFA (12 vagas + país-sede)        | A definir        |           |                   |                 |                           |
| UEFA (12 vagas + país-sede)        | A definir        |           |                   |                 |                           |
| UEFA (12 vagas + país-sede)        | A definir        |           |                   |                 |                           |
| UEFA (12 vagas + país-sede)        | A definir        |           |                   |                 |                           |
| UEFA (12 vagas + país-sede)        | A definir        |           |                   |                 |                           |
| UEFA (12 vagas + país-sede)        | A definir        |           |                   |                 |                           |
| UEFA (12 vagas + país-sede)        | A definir        |           |                   |                 |                           |
| UEFA (12 vagas + país-sede)        | A definir        |           |                   |                 |                           |
| UEFA (12 vagas + país-sede)        | A definir        |           |                   |                 |                           |
| UEFA (12 vagas + país-sede)        | A definir        |           |                   |                 |                           |
| UEFA (12 vagas + país-sede)        | A definir        |           |                   |                 |                           |
| CONCACAF (6 vagas)                 | A definir        |           |                   |                 |                           |
| CONCACAF (6 vagas)                 | A definir        |           |                   |                 |                           |
| CONCACAF (6 vagas)                 | A definir        |           |                   |                 |                           |
| CONCACAF (6 vagas)                 | A definir        |           |                   |                 |                           |
| CONCACAF (6 vagas)                 | A definir        |           |                   |                 |                           |
| CONCACAF (6 vagas)                 | A definir        |           |                   |                 |                           |
| CAF (9 vagas)                      | A definir        |           |                   |                 |                           |
| CAF (9 vagas)                      | A definir        |           |                   |                 |                           |
| CAF (9 vagas)                      | A definir        |           |                   |                 |                           |
| CAF (9 vagas)                      | A definir        |           |                   |                 |                           |
| CAF (9 vagas)                      | A definir        |           |                   |                 |                           |
| CAF (9 vagas)                      | A definir        |           |                   |                 |                           |
| CAF (9 vagas)                      | A definir        |           |                   |                 |                           |
| CAF (9 vagas)                      | A definir        |           |                   |                 |                           |
| CAF (9 vagas)                      | A definir        |           |                   |                 |                           |
| AFC (8 vagas)                      | A definir        |           |                   |                 |                           |
| AFC (8 vagas)                      | A definir        |           |                   |                 |                           |
| AFC (8 vagas)                      | A definir        |           |                   |                 |                           |
| AFC (8 vagas)                      | A definir        |           |                   |                 |                           |
| AFC (8 vagas)                      | A definir        |           |                   |                 |                           |
| AFC (8 vagas)                      | A definir        |           |                   |                 |                           |
| AFC (8 vagas)                      | A definir        |           |                   |                 |                           |
| AFC (8 vagas)                      | A definir        |           |                   |                 |                           |
| AFC (8 vagas)                      | A definir        |           |                   |                 |                           |
| CONMEBOL (6 vagas)                 | A definir        |           |                   |                 |                           |
| CONMEBOL (6 vagas)                 | A definir        |           |                   |                 |                           |
| CONMEBOL (6 vagas)                 | A definir        |           |                   |                 |                           |
| CONMEBOL (6 vagas)                 | A definir        |           |                   |                 |                           |
| CONMEBOL (6 vagas)                 | A definir        |           |                   |                 |                           |
| CONMEBOL (6 vagas)                 | A definir        |           |                   |                 |                           |
| OFC (1 vaga)                       | A definir        |           |                   |                 |                           |
| Playoff intercontinental (2 vagas) | A definir        |           |                   |                 |                           |
| Playoff intercontinental (2 vagas) | A definir        |           |                   |                 |                           |